# Tagoropsis
Tagoropsis este un gen de molii din familia Saturniidae. 

## Specii
- Tagoropsis andriai Griveaud, 1964
- Tagoropsis ankaratra Viette, 1954
- Tagoropsis auricolor (Mabille, 1879)
- Tagoropsis cincta (Mabille, 1879)
- Tagoropsis dentata Griveaud, 1964
- Tagoropsis dura (Keferstein, 1870)
- Tagoropsis expansa (Darge, 2008)
- Tagoropsis flavinata (Walker, 1865)</small